# Arena Ciudad de México
Arena Ciudad de México, kallas Arena CDMX; på engelska: Mexico City Arena, är en inomhusarena i Mexico City i Mexiko. Den har en publikkapacitet på 22 300 åskådare. Inomhusarenan uppfördes 2012 till en kostnad på omkring 300 miljoner amerikanska dollar.
Sedan 2022 spelar basketlaget Capitanes de Ciudad de México sina hemmamatcher i Arena CDMX.